# Monclassico
Monclassico är en ort och frazione i kommunen Dimaro Folgarida i provinsen Trento i regionen Trentino-Sydtyrolen i Italien. 
Monclassico upphörde som kommun den 1 januari 2016 och bildade med den tidigare kommunen Dimaro den nya kommunen Dimaro Folgarida. Den tidigare kommunen hade 910 invånare (2015).